# برزو (پسر سهراب)

## توضیح
برزو در برزونامه و شهریارنامه و شاهنامه نقالان فرزند سهراب است. او چهار پسر به نام های خورشید و قهرمان و تیمور و شهریار دارد .در برزو نامه مادر او شهره دختر نوذر شنگانی است.او در برزونامه با رستم میجنگد و بعد از این که هویتش فاش میشود رستم او را در آغوش میگیرد و به سپاه ایران میپیوندد البته قبل از آن هم با افراسیاب درگیر میشود و یکبار دیگر افراسیاب شکست میخورد.او به دست گلوبند دیو در جنگ با بهمن به قتل میرسد.